# La Huella de tus Besos
La Huella de tus Besos fue una telenovela colombiana de Producciones PUNCH que fue transmitida por el Canal A en 1996-1997. Protagonizada por los actores Ana Maria Orozco y John Zea.

## Sinopsis
Dos hermanas que no conocen su parentesco se disputan el amor de un hombre.

## Elenco
- Ana María Orozco - Lucía Botero
- John Zea - Santiago Ravé
- Nohora Perfecta Pereiro - Mariana Arenas
- Martha Silva - Aurora Botero
- Gustavo Corredor - Ricardo Arenas
- Durley Zapata - Martha De Ravé
- Alberto León Jaramillo - Octavio Ravé
- Norma Constanza - Esther De Arenas
- Ruth Mery Carvajal - Carolina Botero
- Eva Vila - Carla
- Alejandro Martínez Guerra - Luis Fernando
- Carlos Guillermo Blanco - Juan Camilo
- Freddy Lagos - Diego
- Mara Echeverry - Detective
- Luz Mary Arias - Secretaria
- Carmen Marina Torres - Fermina
- Virginia Herrera - Constantina